# Sphaerina nigrifrons
Sphaerina nigrifrons là một loài ruồi trong họ Tachinidae.